# 基爾霍夫電路定律

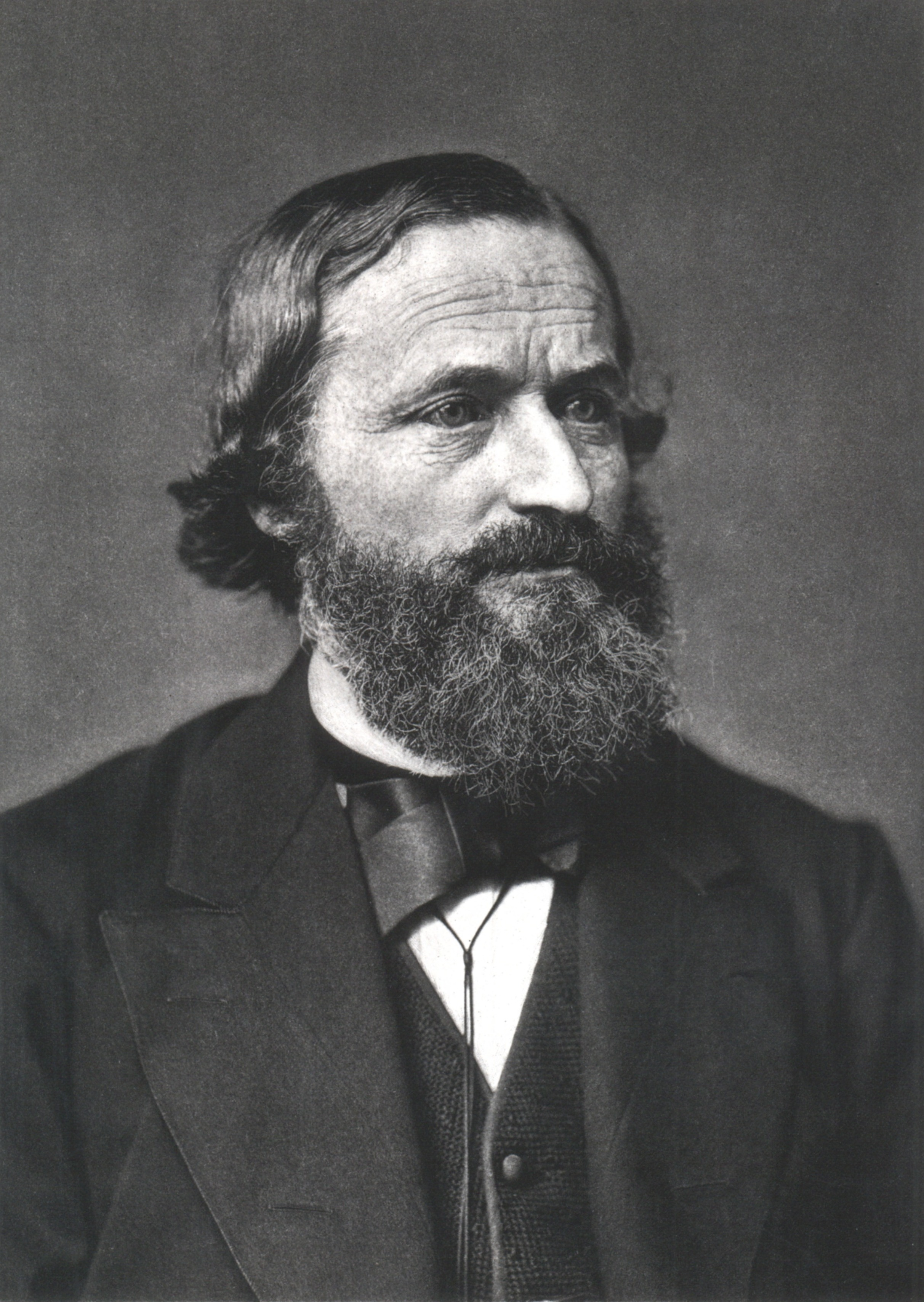
古斯塔夫·基爾霍夫

基爾霍夫電路定律（Kirchhoff Circuit Laws）簡稱為基爾霍夫定律，指的是兩條電路學定律，基爾霍夫電流定律與基爾霍夫電壓定律。它們涉及了電荷的守恆及電勢的保守性。1845年，古斯塔夫·基爾霍夫首先提出基爾霍夫電路定律。現在，這定律被廣泛地應用於電機工程學。
從馬克士威方程組可以推導出基爾霍夫電路定律。但是，基爾霍夫並不是依循這條思路發展，而是從格奧爾格·歐姆的工作成果加以推廣得之。

## 基爾霍夫電流定律

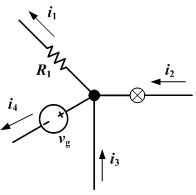
所有進入節點的電流的總和等於所有離開這節點的電流的總和。對於本圖案例， 。

基爾霍夫電流定律又稱為基爾霍夫第一定律，表明：
所有進入某節點的電流的總和等於所有離開這節點的電流的總和。
或者，更詳細描述，
假設進入某節點的電流為正值，離開這節點的電流為負值，則所有涉及這節點的電流的代數和等於零。
以方程式表達，對於電路的任意節點，
{\displaystyle \sum _{k=1}^{n}i_{k}=0} ；
其中，{\displaystyle i_{k}} 是第 {\displaystyle k} 個進入或離開這節點的電流，是流過與這節點相連接的第 {\displaystyle k} 個支路的電流，可以是實數或複數。
由於累積的電荷（單位為庫侖）是電流（單位為安培）與時間（單位為秒）的乘積，從電荷守恆定律可以推導出這條定律。其实质是稳恒电流的连续性方程，即根据电荷守恒定律，流向节点的电流之和等于流出节点的电流之和。

### 導引
思考電路的某節點，跟這節點相連接有 {\displaystyle n} 個支路。假設進入這節點的電流為正值，離開這節點的電流為負值，則經過這節點的總電流 {\displaystyle i} 等於流過支路 {\displaystyle k} 的電流 {\displaystyle i_{k}} 的代數和：
{\displaystyle i=\sum _{k=1}^{n}i_{k}} 。
將這方程式積分於時間，可以得到累積於這節點的電荷的方程式：
{\displaystyle q=\sum _{k=1}^{n}q_{k}} ；
其中，{\displaystyle q=\int _{0}^{t}i(t')\mathrm {d} t'} 是累積於這節點的總電荷，{\displaystyle q_{k}=\int _{0}^{t}i_{k}(t')\mathrm {d} t'} 是流過支路 {\displaystyle k} 的電荷，{\displaystyle t} 是檢驗時間，{\displaystyle t'} 是積分時間變數。
假設 {\displaystyle q>0} ，則正電荷會累積於節點；否則，負電荷會累積於節點。根據電荷守恆定律， {\displaystyle q} 是個常數，不能夠隨著時間演進而改變。由於這節點是個導體，不能儲存任何電荷。所以，{\displaystyle q=0} 、{\displaystyle i=0} ，基爾霍夫電流定律成立：
{\displaystyle \sum _{k=1}^{n}i_{k}=0} 。

### 含時電荷密度
從上述推導可以看到，只有當電荷量為常數時，基爾霍夫電流定律才會成立。通常，這不是個問題，因為靜電力相斥作用，會阻止任何正電荷或負電荷隨時間演進而累積於節點，大多時候，節點的淨電荷是零。
不過，電容器的兩塊導板可能會允許正電荷或負電荷的累積。這是因為電容器的兩塊導板之間的空隙，會阻止分別累積於兩塊導板的異性電荷相遇，從而互相抵消。對於這狀況，流向其中任何一塊導板的電流總和等於電荷累積的速率，而不是零。但是，若將位移電流 {\displaystyle \mathbf {J} _{D}} 納入考慮，則基爾霍夫電流定律依然有效。詳盡細節，請參閱條目位移電流。只有當應用基爾霍夫電流定律於電容器內部的導板時，才需要這樣思考。若應用於電路分析（circuit analysis）時，電容器可以視為一個整體元件，淨電荷是零，所以原先的電流定律仍適用。
由更技術性的層面來說，取散度於馬克士威修正的安培定律，然後與高斯定律相結合，即可得到基爾霍夫電流定律：
{\displaystyle \nabla \cdot \mathbf {J} =-\epsilon _{0}\nabla \cdot {\frac {\partial \mathbf {E} }{\partial t}}=-{\frac {\partial \rho }{\partial t}}} ；
其中，{\displaystyle \mathbf {J} } 是電流密度，{\displaystyle \epsilon _{0}} 是電常數，{\displaystyle \mathbf {E} } 是電場，{\displaystyle \rho } 是電荷密度。
這是電荷守恆的微分方程式。以積分的形式表述，從封閉表面流出的電流等於在這封閉表面內部的電荷 {\displaystyle Q} 的流失率：
{\displaystyle \oint _{\mathbb {S} }\mathbf {J} \cdot \mathrm {d} \mathbf {a} =-{\frac {\mathrm {d} Q}{\mathrm {d} t}}} 。
基爾霍夫電流定律等價於電流的散度是零的論述。對於不含時電荷密度 {\displaystyle \rho } ，這定律成立。對於含時電荷密度，則必需將位移電流納入考慮。

### 應用
以矩陣表達的基爾霍夫電流定律是眾多電路模擬軟件（electronic circuit simulation）的理論基礎，例如，SPICE或NI Multisim。

## 基爾霍夫電壓定律

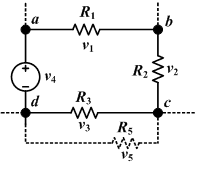
沿著閉合迴路所有元件兩端的電壓的代數和等於零。對於本圖案例， 。

基爾霍夫電壓定律又稱為基爾霍夫第二定律，表明：
沿著閉合迴路所有元件兩端的電勢差（電壓）的代數和等於零。
或者，換句話說，
沿著閉合迴路的所有電動勢的代數和等於所有電壓降的代數和。
以方程式表達，對於電路的任意閉合迴路，
{\displaystyle \sum _{k=1}^{m}v_{k}=0} ；
其中，{\displaystyle m} 是這閉合迴路的元件數目，{\displaystyle v_{k}} 是元件兩端的電壓，可以是實數或複數。
基尔霍夫电压定律不仅应用于闭合回路，也可以把它推广应用于回路的部分电路。

### 電場與電勢
在靜電學裏，電勢定義為電場的負線積分：
{\displaystyle \phi (\mathbf {r} ){\stackrel {def}{=}}-\int _{\mathbb {L} }\mathbf {E} \cdot \mathrm {d} {\boldsymbol {\ell }}\,\!} ；
其中，{\displaystyle \phi (\mathbf {r} )} 是電勢，{\displaystyle \mathbf {E} } 是電場，{\displaystyle \mathbb {L} } 是從參考位置到位置 {\displaystyle \mathbf {r} } 的路徑，{\displaystyle \mathrm {d} {\boldsymbol {\ell }}} 是這路徑的微小線元素。
那麼，基爾霍夫電壓定律可以等價表達為：
{\displaystyle \oint _{\mathbb {C} }\mathbf {E} \cdot d\mathbf {l} =0} ；
其中，{\displaystyle \mathbb {C} } 是積分的閉合迴路。
這方程式乃是法拉第電磁感應定律對於一個特殊狀況的簡化版本。假設通過閉合迴路 {\displaystyle \mathbb {C} } 的磁通量為常數，則這方程式成立。
這方程式指明，電場沿著閉合迴路 {\displaystyle \mathbb {C} } 的線積分為零。將這線積分切割為幾段支路，就可以分別計算每一段支路的電壓。

### 理論限制
由於含時電流會產生含時磁場，通過閉合迴路 {\displaystyle \mathbb {C} } 的磁通量是時間的函數，根據法拉第電磁感應定律，會有電動勢 {\displaystyle {\mathcal {E}}} 出現於閉合迴路 {\displaystyle \mathbb {C} } 。所以，電場沿著閉合迴路 {\displaystyle \mathbb {C} } 的線積分不等於零。這是因為電流會將能量傳遞給磁場；反之亦然，磁場亦會將能量傳遞給電流。
對於含有電感器的電路，必需將基爾霍夫電壓定律加以修正。由於含時電流的作用，電路的每一個電感器都會產生對應的電動勢 {\displaystyle {\mathcal {E}}_{k}} 。必需將這電動勢納入基爾霍夫電壓定律，才能求得正確答案。

## 頻域
思考單頻率交流電路的任意節點，應用基爾霍夫電流定律
{\displaystyle \sum _{k=1}^{n}i_{k}=\sum _{k=1}^{n}I_{k}\cos(\omega t+\theta _{k})=\mathrm {Re} {\Big \{}\sum _{k=1}^{n}I_{k}e^{j(\omega t+\theta _{k})}{\Big \}}=\mathrm {Re} {\Big \{}\left(\sum _{k=1}^{n}I_{k}e^{j\theta _{k}}\right)e^{j\omega t}{\Big \}}=0} ；
其中，{\displaystyle i_{k}} 是第 {\displaystyle k} 個進入或離開這節點的電流，{\displaystyle I_{k}} 是其振幅，{\displaystyle \theta _{k}} 是其相位，{\displaystyle \omega } 是角頻率，{\displaystyle t} 是時間。
對於任意時間，這方程式成立。所以，設定相量 {\displaystyle \mathbb {I} _{k}=I_{k}e^{j\theta _{k}}} ，則可以得到頻域的基爾霍夫電流定律，以方程式表達，
{\displaystyle \sum _{k=1}^{n}\mathbb {I} _{k}=0} 。
頻域的基爾霍夫電流定律表明：
所有進入或離開節點的電流相量的代數和等於零。
這是節點分析的基礎定律。
類似地，對於交流電路的任意閉合迴路，頻域的基爾霍夫電壓定律表明：
沿著閉合迴路所有元件兩端的電壓相量的代數和等於零。
以方程式表達，
{\displaystyle \sum _{k=1}^{m}\mathbb {V} _{k}=0} ；
其中，{\displaystyle \mathbb {V} _{k}} 是閉合迴路的元件兩端的電壓相量。
這是網目分析（mesh analysis）的基礎定律。

## 外部連結
- 麻省理工學院電機工程系視聽教學：基爾霍夫定律 （页面存档备份，存于）。
- 國立交通大學物理系視聽教學：電子學[永久]。
- Kirchhoff's circuit laws on Khan Academy